# Distrito de Gösgen
Gösgen é um distrito da Suíça, localizado no cantão de Soleura. Tem 68,81 km² de área e sua população em 2019 foi estimada em 24.536 habitantes. Sua sede é a comuna de Niedergösgen.

## Comunas
Gösgen está composto por um total de 10 comunas:
| Brasão              | Comuna              | População (31 de dezembro de 2019) | Área, km² |
| ------------------- | ------------------- | ---------------------------------- | --------- |
| Erlinsbach          | Erlinsbach          | 3.555                              | 8.90      |
| Hauenstein-Ifenthal | Hauenstein-Ifenthal | 308                                | 5.30      |
| Kienberg            | Kienberg            | 504                                | 8.53      |
| Lostorf             | Lostorf             | 3.942                              | 13.27     |
| Niedergösgen        | Niedergösgen        | 3.830                              | 4.33      |
| Obergösgen          | Obergösgen          | 2.271                              | 3.63      |
| Stüsslingen         | Stüsslingen         | 1.196                              | 8.40      |
| Trimbach            | Trimbach            | 6.595                              | 7.66      |
| Winznau             | Winznau             | 1.902                              | 4.00      |
| Wisen               | Wisen               | 433                                | 4.79      |
|                     | Total               | 24.536                             | 68.81     |